# Tell Qaramel
Koordinaten: 36° 22′ 40,1″ N, 37° 16′ 30,4″ O

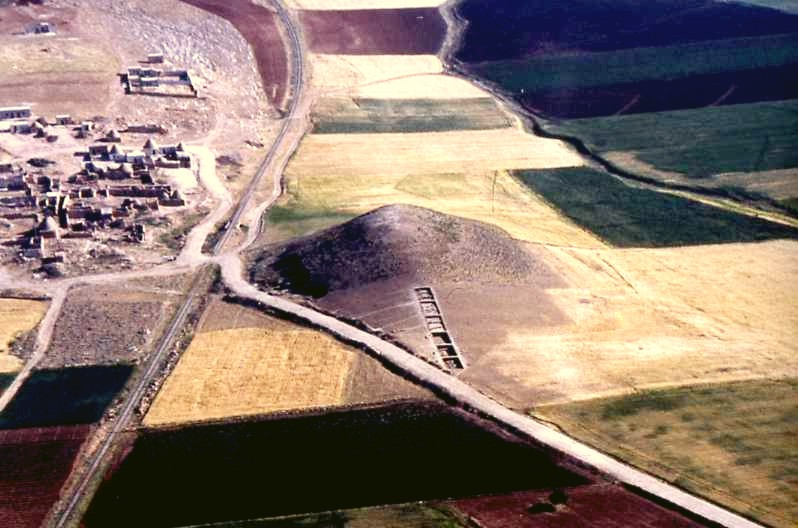
Luftbild des Siedlungshügels (Tell)

Der Tell Qaramel (arabisch تل القرامل, DMG Tall al-Qarāmil) ist ein frühneolithischer Siedlungshügel in Nordwestsyrien, der Artefakte aus der Zeit vom 12. Jahrtausend v. Chr. bis in hellenistische Zeit aufweist. Sein höchster Punkt liegt 444 m über dem Meeresspiegel. Der Hügel erhebt sich nahe dem Quwaiq, einem rund 130 km langen Fluss, an dem auch Aleppo liegt. Einer der dort entdeckten insgesamt fünf Türme, mit einem Durchmesser von etwa 5 m und errichtet um 10.650 v. Chr., gilt als ältester bekannter Teil einer Verteidigungsanlage, noch vor dem Turm von Jericho. 
Unter Leitung von Ryszard F. Mazurowski und Youssef Kanjou wurden die schon früher entdeckten Strukturen – beforscht seit 1999 – im Jahr 2006 näher untersucht. Dabei zeigte sich, dass an ein und derselben Stelle mehrere Türme nacheinander errichtet worden waren. Der als Tower 0 bezeichnete dritte Turm hatte einen Durchmesser von mehr als fünf Metern, die Wände waren etwa einen Meter dick und aus kleinen Kieseln errichtet worden. In der Südostecke ließ sich eine halbmondförmige, steinerne Bank nachweisen, die mit einer Lehmschicht bedeckt war. Der Boden bestand aus gestampftem Lehm, und auch eine sorgsam errichtete Feuerstelle aus demselben Material wurde entdeckt. Fußboden und Feuerstelle wurden mindestens einmal wiederhergestellt. Die Ausgräber nehmen an, dass der Turm nicht nur Verteidigungszwecken diente, sondern auch Ort von Ritualen und Versammlungen war. Eine 2 bis 3 cm dicke Lage aus Holzkohle, im und um den Turm herum ausgelegt, verweist auf die Zerstörung durch einen Brand.
Zur Überraschung der Ausgräber war Turm 0 aber nicht die älteste Struktur dieser Art, sondern ein darunter befindlicher weiterer Turm mit etwa fünf Metern Durchmesser erwies sich als noch älter. Dessen Wände waren allerdings nur einen halben Meter dick. Dieser Turm war beim Bau von Turm 0 weitgehend abgerissen worden. Da er aber in den Grund eingesunken war, blieb dort ein Kranz von großen Kieselsteinen erhalten. Sehr große Kiesel bildeten womöglich den Boden dieser zu diesem Zeitpunkt als am ältesten eingeschätzten Anlage. Während der Ausgrabung fanden sich unterhalb dieses Turmes jedoch weitere Spuren, die als Turm 01 bezeichnet wurden.
In der Nachbarschaft der Anlage fanden sich runde oder ovale Hausstrukturen, die zum Teil in den Boden eingetieft waren. Hinzu kamen, regelhaft verteilt über die ganze Siedlung, runde Herdstellen in steinernen Rechtecken sowie Vorratsgruben. In einer der Gruben fanden sich die Überreste eines großen Tieres, vielleicht eines Auerochsen. Er war dort offenbar verbrannt worden.
Die ältesten baulichen Strukturen, darunter eine tiefe Grube und ein Rundhaus, die sich in den südöstlichsten Bereichen fanden, wurden in das 12. Jahrtausend v. Chr. datiert. Auch fand man eine Tonfigurine, die einen Vogel darstellt, dazu verzierte Geräte zum Glätten von Pfeilen, Darstellungen von Schlangen und Menschen.
Darüber hinaus fanden sich menschliche Überreste von 20 Individuen in 12 Gräbern. Es handelte sich ausschließlich um Erwachsene, von denen teils die Schädel fehlten, teils wurden aber auch nur Schädel beigesetzt. Bei einigen wurde der Kopf kurz nach dem Eintreten des Todes entfernt, bei anderen hat man offenbar die Verwesung zunächst sehr weit voranschreiten lassen, um dann den Schädel aus dem Grab zu entnehmen. Ein Grab befand sich am Turm und barg die Schädel von vier Individuen sowie zwei Unterkiefer, von denen einer zu einem Mann gehörte. Während dessen Kiefer Schnittspuren aufweist, die auf ein Abtrennen vom Schädel kurz nach dem Tod hinweisen, weist der zweite Unterkiefer, der zu einer alten Frau gehörte, keinerlei Spuren dieser Art auf. Ihre Zähne waren stark abgenutzt und es ließ sich Karies nachweisen. In einem anderen Grab fanden sich fragmentarische Überreste verbrannter Kieferknochen, dazu Tierknochen. Ein anderes Grab barg nur Wirbelknochen, die jedoch darauf hinwiesen, dass das Individuum bei der Beisetzung aufrecht saß und nach Osten blickte. In Grab 2-07 fanden sich die Überreste einer etwa 40-jährigen Frau, jedoch ohne Schädel; dieser war unmittelbar vor oder nach dem Tod abgetrennt worden. Die Zähne eines alten Mannes wiederum waren unvollständig und von starkem Abrieb sowie Entzündungen gekennzeichnet. Hinzu kamen Kollektivgräber. Da es sich ausschließlich um Erwachsene von mindestens 20 Jahren handelt, könnte dies entweder auf eine geringe Kindersterblichkeit hinweisen, oder darauf, dass Kinder an anderer Stelle beigesetzt wurden. Andere Fundstellen der Epoche weisen darauf hin, dass Kindern niemals der Schädel entfernt und an anderer Stelle erneut beigesetzt wurde. Der Erwachsenenschädel wurde üblicherweise an einem anderen Ort im Haus beigesetzt, während der übrige Körper unter dem Boden abgelegt wurde. Insgesamt wurde der Gesundheitszustand zu Lebzeiten der Individuen von Youssef Kanjou als recht gut beurteilt.